# Karen Clément
Karen Clément (vereinzelt auch Karen Smadja-Clément; * 29. Januar 1999) ist eine französische Skirennläuferin. Sie startet hauptsächlich in den Disziplinen Abfahrt, Super-G und Riesenslalom.

## Biografie
Clément stammt aus Nizza und startet für einen dortigen Sportclub. Ihr internationales Renndebüt gab sie am 9. November 2015 bei einem FIS-Super-G in Tignes. Ihr erstes internationales Großereignis bestritt sie 2 Jahre später bei den Juniorenweltmeisterschaften in Åre, wobei sie als beste Platzierung den 17. Rang im Riesenslalom erreichte. Auch in den folgenden Saisonen startete Clément hauptsächlich bei FIS-Rennen, wobei die jährlich stattfindenden Juniorenweltmeisterschaften hierbei die Ausnahme bildeten. Bei ihren letzten Juniorenweltmeisterschaften gewann sie die Bronzemedaille im Super-G.
Im selben Jahr, am 18. Dezember 2020 gab Clément ihr Weltcupdebüt bei der Abfahrt von Val-d’Isère, wobei sie mit Rang 48 die Punkteränge deutlich verpasste. Ihre ersten Weltcuppunkte gewann sie erst zwei Jahre später, am 18. Dezember 2022 beim Super-G von St. Moritz. 
In der Saison 2023/24 gelang es Clément erstmals sich konstant in den Top 30 zu platzieren, sowohl im Super-G als auch in der Abfahrt. Ihr bestes Ergebnis dabei war Rang 16 im Super-G von Kvitfjell.

## Erfolge

### Weltmeisterschaften
- Courchevel/Méribel 2023: DNF Super-G, DNF Alpine Kombination
- Saalbach-Hinterglemm 2025: 20. Team-Kombination, 22. Abfahrt, 26. Super-G

### Weltcup
- 2 Platzierungen unter den besten 20

### Weltcupwertungen
| Saison  | Gesamt | Gesamt | Abfahrt | Abfahrt | Super-G | Super-G |
| Saison  | Platz  | Punkte | Platz   | Punkte  | Platz   | Punkte  |
| ------- | ------ | ------ | ------- | ------- | ------- | ------- |
| 2022/23 | 96.    | 18     | –       | –       | 43.     | 18      |
| 2023/24 | 81.    | 44     | 41.     | 11      | 33.     | 33      |

### Juniorenweltmeisterschaften
- Åre 2017: 17. Riesenslalom, 18. Alpine Kombination, 21. Super-G, 27. Abfahrt
- Davos 2018: 17. Abfahrt, DNF Super-G, DNF Slalom, DNF Alpine Kombination
- Narvik 2020: 3. Super-G, 9. Alpine Kombination, 10. Abfahrt, DNF Riesenslalom

### Europacup
- Saison 2022/23: 7. Super-G-Wertung
- Saison 2023/24: 2. Gesamtwertung, 3. Abfahrtswertung, 7. Super-G-Wertung
- 7 Podestplätze, davon 4 Siege

| Datum            | Ort           | Land     | Disziplin    |
| ---------------- | ------------- | -------- | ------------ |
| 1. Dezember 2022 | Zinal         | Schweiz  | Super-G      |
| 6. Februar 2024  | La Thuile     | Italien  | Super-G      |
| 11. Februar 2024 | Crans-Montana | Schweiz  | Abfahrt      |
| 11. März 2024    | Ål            | Norwegen | Riesenslalom |

### South American Cup
- 3 Platzierungen unter den besten 10

### Weitere Erfolge
- 10 Siege bei FIS-Rennen